# Castillo del Morro (Portoryko)
Castillo del Morro, Castillo de San Felipe del Morro – twierdza ulokowana na skalistym cyplu w pobliżu portorykańskiej stolicy San Juan w celu obrony miasta od strony morza. Stanowi jeden z najważniejszych zabytków Starego Miasta.

## Historia
Budowę fortu rozpoczęto w roku 1540, w obecnej postaci istnieje od końca XVIII w..